# 造形学科
造形学科（ぞうけいがっか）は、造形美術・造形表現についての教育研究を目的とした大学の学科の一つである。美術・芸術・造形学部などにある。

## 造形学科を持つ日本の大学
- 名古屋造形大学(旧名古屋造形芸術大学)  造形学部  造形学科
- 京都嵯峨芸術大学 芸術学部  造形学科
- 京都精華大学  芸術学部  造形学科
- 常葉学園大学 造形学部  造形学科
- 多摩美術大学 造形表現学部(夜間)  造形学科

## その他造形学科に似た名称の学科を持つ日本の大学
- 桜美林大学  総合文化学群  造形デザインコース
- 岡山県立大学 デザイン学部  造形デザイン学科
- 明星大学 造形芸術学部  造形芸術学科
- 成安造形大学 造形学部  造形美術科
- 東京家政大学 家政学部  造形表現学科
- 神戸芸術工科大学 先端芸術学部  造形表現学科　（現代クラフト専攻　造形美術専攻）
- 愛知産業大学 造形学部 デザイン学科
- 安田女子大学  家政学部 造形デザイン学科